# Kreuzjoch
Kreuzjoch – szczyt w Alpach Kitzbühelskich, paśmie Alp Wschodnich. Leży w Austrii w Tyrolu. Jest to najwyższy szczyt Alp Kitzbühelskich.